# 広田多津
広田 多津（ひろた たづ、1904年（明治37年）5月10日 - 1990年（平成2年）11月23日）は、京都で活躍した日本画家。裸婦や舞妓を題材に、おおらかで豊饒な女性像を多く描いた。夫は同じ日本画家の向井久万。

## 略歴
京都市中京区の麻織物商を営む家に生まれる。小学校卒業後は病弱のため進学せず、家事を手伝いながら独学で絵を始める。竹内栖鳳の門下生で美人画を得意とする三木翠山を紹介され、1年ほど住み込みで絵の手ほどきを受ける。次いで「国画創作協会」の影響を受けていた甲斐庄楠音のもとで学んだ後、旧師・翠山から紹介を受けて栖鳳の竹杖会に、同会の解散後は西山翠嶂の青甲社に入塾した。1936年（昭和11年）文展鑑査展に初入選。1939年（昭和14年）第3回新文展で、初めての裸婦《モデル》が特選を受賞。
戦後1948年（昭和23年）山本丘人・上村松篁・福田豊四郎・吉岡堅二ら、京都・東京両系の画家による「創造美術」の結成に参加。同人の秋野不矩と共に、当時の女性画家では珍しく裸体デッサンや裸婦作品を試みた。初期のデッサンには、陰影によって裸体の立体感を出そうと試みた様子も見られるが、その結果、余分なものを削ぎ、簡潔で美しい線による表現技法に到達する。ペン書体のような肥痩のない細い輪郭線は、多津の特色のひとつとなる。
1951年（昭和26年）創造美術が新制作協会に合流し、後に創画会として独立するとともに多津も活動の場を移す。
1955年（昭和30年）《大原の女》で第5回上村松園賞を受賞。
この頃から一時期、テーマを舞妓に絞って制作を行う。それまで多津にとっての舞妓とは「着飾った人形」にすぎなかったが、「都をどり」のポスター原画を以来されてスケッチをする中で、美しい舞妓が「水泳やスケートを自由に楽しみ、現代に生きる女性」であることを知り強い興味を持ったという。1968年（昭和43年）二人の舞妓を描いた《凉粧》が文化庁買上げとなる。
1977年（昭和52年）京都日本画専門学校校長就任。1978年（昭和53年）京都府と京都市の文化功労賞を受賞。晩年は《想》（1988年）など、人体を極限まで無駄のない線でとらえた生命感のある女性像を多く描いた。
1990年（平成2年）11月23日、心不全のため京都市北区の自宅で死去。86歳没。